# Marco Candela Pokorna
Marco Candela Pokorna (Madrid, 16 d'abril de 1985) és un advocat i polític espanyol. Va ser diputat de la x legislatura de l'Assemblea de Madrid dins del Grup Parlamentari Podem Comunitat de Madrid.
Va néixer el 16 d'abril de 1985 a Madrid. Advocat de professió, està especialitzat en la defensa del dret a l'habitatge. Candidat al número 25 de la llista de Podem per a les eleccions a l'Assemblea de Madrid de 2015, va ser elegit diputat de la x legislatura del parlament regional. Candela, membre també del Consell Ciutadà Municipal d'Podem a Madrid, va exercir al llarg de la legislatura de portaveu adjunt a la Comissió de Transports, Habitatge i Infraestructures, de vocal de la Comissió d'Investigació sobre corrupció política a la Comunitat de Madrid i com a portaveu adjunt a la Junta de Portaveus. De cara a les eleccions al Parlament Europeu de 2019 a Espanya, Candela va ser inclòs al número 9 de la candidatura de Unides Podem Canviar Europa. No va resultar electe diputat. Al febrer de 2020 es va fer pública la seva expulsió de Podem a causa de «conductes masclistes» presumptament esdevingudes al novembre de 2019.